# Конурча
Конурча́ (крим. Qoñurça, з 1945 по 2023 рік — Субо́тник) — село Джанкойського району Автономної Республіки Крим. Населення становить 496 осіб. Орган місцевого самоврядування — Маслівська сільська рада. Розташоване в центрі району.

## Географія
Конурча — село на півночі району, в степовому Криму, на правому березі маловодний балки Алкали, що впадає в Сиваш, висота над рівнем моря — 7 м.
Найближчі села: Пушкіне — за 0,7 кілометра на північ, Маслове — за 3,5 км на південь і Вітвисте за 4 км на південний схід, там же найближча залізнична станція — Мамут (по шосе св. 8 км). Відстань до райцентру — близько 13 кілометрів.

## Історія
Сучасне село виникло приблизно на місці старовинного селища Конурча, або Конурчі .
Перша документальна згадка зустрічається в Камеральному Описі Криму … 1784 року, судячи з якого, в останній період Кримського ханства Кокердже входив в Діп Чонгарській кадилик Карасубазарського каймакамства.
Після анексії Криму Російською імперією (8) 19 квітня 1783 року , на території колишнього Кримського Ханства була утворена Таврійська область і село була приписане до Перекопського повіту .
В «Списку населених місць Таврійської губернії за відомостями 1864 року», складеному за результатами VIII ревізії 1864 року, Конурчі — власницьке село, з 2 дворами і 14 жителями при балці безіменній , а, згідно з  «Пам'ятною книгою Таврійської губернії за 1867 рік» , село Конурча була покинуте мешканцями в 1860 роках, в результаті еміграції кримських татар, особливо масової після Кримської війни 1853—1856 років, в Туреччину та залишалося незаселеним в руїнах.
Відроджене село було в самому кінці століття — за «… Пам'ятною книгою Таврійської губернії за 1892 рік»  у відомостях про Богемську волость записаний Конурчі, але ніяких даних про село, крім назви, не наведено <. За  «… Пам'ятною книгою Таврійської губернії за 1900 рік» ' на хуторі Конурча значилося 22 жителя в 3 подвір'ях. У 1903 році, згідно з енциклопедичним словником  «Німці Росії» , при селі, на орендній землі, був заснований німецький лютеранський хутір. В  Статистичному довіднику Таврійської губернії 1915 року  в Богемській волості Перекопського повіту значиться село Конурчі (вакуф) . Населення, згідно німецької енциклопедії, становило 14 осіб, але було це населення німецького хутора, або всього поселення, з наявних документів не ясно.
Після окупації Криму більшовиками, за постановою Кримревкома від 8 січня 1921 року № 206 «Про зміну адміністративних кордонів» була скасована волосна система і в складі Джанкойського повіту був створений Джанкойський район. У 1922 році повіти перетворили в округу.
Час виникнення сучасного села і присвоєння йому нинішньої назви поки не з'ясовано: на кілометровій карті Генштабу Червоної армії 1941 року позначені Конурчі на карті «Старі назви і зниклі міста Криму» позначено, що село раніше називалося Ударник, але джерело цієї інформації, як і час перейменування, поки невідомий.
12 травня 2016 року Верховна рада України прийняла постанову про перейменування села в Конурчу, відповідно до закону про декомунізацію, однак дане рішення не вступає в силу до «повернення Криму під загальну юрисдикцію України». Постанова набрала чинности у 2023 році.

## Населення
Згідно з переписом УРСР 1989 року чисельність наявного населення села становила 552 особи, з яких 274 чоловіки та 278 жінок.
За переписом населення України 2001 року в селі мешкало 496 осіб.

### Мова
Розподіл населення за рідною мовою за даними перепису 2001 року:
| Мова              | Відсоток |
| ----------------- | -------- |
| російська         | 36,90 %  |
| українська        | 33,67 %  |
| кримськотатарська | 27,42 %  |
| білоруська        | 0,20 %   |
| інші              | 1,81 %   |